# 금천적타문
《금천적타문》(今天的她们)은 2024년 방송되었던 중국의 드라마이다.

## 줄거리
- 사업을 가장 중시하던 루전전이 사랑을 위해 모든 걸 포기하고 청두로 돌아온다. 일찌감치 소꿉친구와 결혼했지만 늘 결혼 생활에서 벗어나고 싶었던 절친 구만팅은 루전전을 자신이 영업하는 레스토랑 ‘촨바이러우’에 초대한다. 그런데 요식업가 량칭란의 갑작스러운 등장에 두 사람의 일상은 엉망이 되고 촨바이러우에 닥친 위기로 인해 성격이 다른 여자 3명은 싸우다 점차 친구가 된다.

## 등장 인물
- 쑹이 - 루전전 역
- 리춘 (李纯) - 구만팅 역
- 서스만 - 량칭란 역
- 장궈리 - 구다펑 역
- 장초 (张超) - 천둥 역
- 왕인군 (王仁君) - 류쓰위안 역
- 이준현 (李俊贤) - 쉬하오 역
- 황호월 (黄昊月) - 하오메이리 역

## 참고 사항
- 중국 현지에서 방송을 시작한지 4개월만에 중국전문채널 중화TV에서 VOD 저작권을 구입했다. 국내 방송 일자는 7월 25일이다.